# Jeon Hee-sook
Jeon Hee-sook (Hangul: 전희숙; n. 16 iunie 1984, Seul, Coreea de Sud) este o scrimeră sud-coreeană specializată pe floretă, laureată cu bronz pe echipe la cele din 2012. A fost și vicecampioană mondială la individual în anul 2009.

## Palmares
Clasamentul la Cupa Mondială
| An  | 2004 | 2005 | 2006 | 2007 | 2008 | 2009 | 2010 | 2011 | 2012 | 2013 | 2014 | 2015 |
| --- | ---- | ---- | ---- | ---- | ---- | ---- | ---- | ---- | ---- | ---- | ---- | ---- |
| Loc | 91   | 96   | 24   | 27   | 56   | 4    | 5    | 12   | 19   | 11   | 8    | 5    |